# 米倉強太
米倉 強太（よねくら ごうた、1994年4月27日 - ）は、日本の映像作家、元「MEN'S NON-NO」専属モデル。栃木県那須塩原市出身。映像制作会社office sankai設立者。
妻はタレント・モデルのラブリ（白濱イズミ）。イラストレーターの米倉万美を母に、医師・作家の見川鯛山を祖父にもち、兄も医師である。

## 経歴・人物
高校在学時、2012年度「MEN'S NON-NO」モデル募集にて選出。元々はバイクを買うために、20万円の賞金目当てでオーディションを受けたが、諸事情によりバイクを買うことはなかった。
多摩美術大学進学を機に上京。同大学では映像学科に入学。モデル活動をしていたことから役者を志していたが、演劇学科ではなく「映像系の演劇をやる学科」との勘違いから映像学科に入学した。
2014年、メンズブランド「JULIUS」（ユリウス）関係者に誘われ、パリ・コレクションの撮影を行ったことからモデル業より映像制作へ興味が移っていき、2017年シーズンまで「JULIUS」のイメージムービー制作に携わった。2015年、大学に在籍しながら友人4人と映像制作会社「moodict」（ムーディクト）を立ち上げ、映像作家として本格的に活動を開始する。同年末で「MEN'S NON-NO」専属モデルを卒業。「moodict」では前述のイメージムービーやショートフィルム「Atelier」、Especia「Danger」のイメージビデオのディレクションなどに携わった。
のちに「moodict」を離れ、「office sankai」（オフィス サンカイ）を設立し、企画段階から広告映像の制作を行うようになる。前述の「JULIUS」のほか、「GUCCI」（グッチ）、「SILAS」（サイラス）、「UNIQLO」（ユニクロ）などの様々なファッションブランドの広告映像のディレクションを手掛ける。全ての映像にストーリーを作ることをテーマに作品を制作する。ほか、日本国内にてミュージック・ビデオ、テレビCM、ウェブCMなどのディレクションも手掛け、ショートフィルムの自主制作など定期的に実験的な映像も撮っている。2018年にはニューヨークが拠点のブランド「AGELESS EINZELGANGER」（エイジレス アインツェルガー）」のシーズンムービーを手掛ける。同年、パリにて自身初の映像展を開催。
家に自動車雑誌・カーグラフィックがあった影響で2歳の頃から車にハマっていたというほどの車マニア。1980～90年代の比較的若いクラシックカー（ヤング・クラシック）を友人のために組み直す、カービルダーとしての顔があり、Pen Onlineにて3度に亘って米倉が制作した車が紹介された。
私生活では2017年に女優の二階堂ふみとの半同棲生活が写真週刊誌・フライデーにスクープされたが、のちに破局。2019年11月28日、タレント・モデルのラブリ（白濱イズミ）との結婚を、白濱のInstagramにて連名で発表した。2020年5月30日に第一子となる女児が誕生。2022年11月までに結婚式を挙げた。